# 7 pr. n. št.
7 pr. n. št. je bilo navadno leto, ki se je po julijanskem koledarju začelo na soboto ali nedeljo (različni viri navajajo različne podatke), po proleptičnem julijanskem koledarju pa na četrtek.
V rimskem svetu je bilo znano kot leto sokonzulstva Tiberija in Pizona, pa tudi kot leto 747 ab urbe condita.
Oznaka 7 pr. Kr. oz. 7 AC (Ante Christum, »pred Kristusom«), zdaj posodobljeno v 7 pr. n. št., se uporablja od srednjega veka, ko se je uveljavilo številčenje po sistemu Anno Domini.

## Dogodki
- drugi Avgustov popis prebivalstva Rimskega imperija, ki se je pričel leto prej, poroča o 4.233.000 državljanih.

## Rojstva
- na to leto je morda bil rojen Jezus Kristus, glede na datiranje zelo svetle konjunkcije Jupitra in Saturna v ozvezdju Ribi, na katero namiguje biblični opis rojstva, in omembo Avgustovega popisa.

## Smrti
- Dionizij iz Halikarnasa (* ok. 60 pr. n. št.), starogrški zgodovinar in učitelj retorike